# Atysilla lefevrei
Atysilla lefevrei är en skalbaggsart som beskrevs av Louis Burgeon 1946. Atysilla lefevrei ingår i släktet Atysilla och familjen Melolonthidae. Inga underarter finns listade.